# Стефан III (герцог Баварії)
Стефан III Чудовий (*Stephan der Kneißl, 1337 — 25 вересня 1413) — герцог Ландсгут-Баварський у 1375—1392 роках, герцог Баварсько-Інгольштадтський у 1392—1413 роках, герцог Баварсько-Мюнхенський у 1395—1402 роках. Своє прізвисько отримав за свій пишний двір в Інгольштадті.

## Життєпис

### Молоді роки
Походив з династії Віттельсбахів. Син Стефана II, герцога Лансгут-Баварського та Верхньобаварського, і Єлизавети (доньки Федеріка II, короля Сицилії). Народився у 1337 році. Здобув гарну освіту. Допомагав батькові в управління Лансгут-Баварією, а потім Верхньою Баварією. У 1365 році укладено шлюбний договір між Стефаном та донькою міланського володаря Бернабо. Весілля відбулася у 1367 році в Мілані. Стефан отримав 100 тис. флоринів посагу, а від батька отримав у власність місто Нойбург-на-Дунаї.
У 1368 році він воював разом з батьком на боці свого тестя проти Антиміланської ліги, яку сформував папа римський Урбан V. У 1371—1372 роках воював в Лівонії на боці Тевтонського ордена проти поган-литовців. 1374 року досяг примирення з Карлом IV, імператором Священної Римської імперії. Після цього отримав імператорське фогство у Верхній Швабії та Ельзасі. 

### Правитель Баварії-Лансгута
З 1375 року після смерті батька Стефан III разом зі стрийком Оттоном V та братами Фрідріхом та Іоганном II став керувати Баварсько-Ландсхутським герцогством.
У 1376 року чотири герцоги домовилися, що Стефан III з братом Іоганном II будуть керувати південною частиною герцогства, а брат Фрідріх і стрийко Оттон V — північною. При цьому кожні два роки вони повинні були обмінюватися керованими територіями.   Договір так і не був реалізованим, а після смерті Оттона V у 1379 році Стефан III розділив з братами герцогство.
Слідом за цим відвідав Італію, де в Римі зустрівся з папою римським Боніфацієм IX. 1385 році уклав союз з Францією, зміцнивши його шлюбом між своєю  донькою та королем Карлом VI. Водночас завдяки доньки здобув постійний фінансовий прибуток, оскільки дочка-французька королева спрямовувала батьку значні гроші. У 1387 році разом з братами розпочав війну з Лігою швабських міст та архієпископом Зальцбурзьким. Війна тривала до 1389 року.

### Правитель Баварії-Інгольштадта
У 1392 році разом з братами вирішив розділити спадок. Стефан III отримав численні володіння, які були розкиданні у Верхній Баварії та Північному Гаусі, якими він став керувати з Інгольштадта. 1393 році за Мюнхенським договором проти Стефана III постала коаліція з його братів. Водночас герцог намагався звільнити імператора Венцеслава, якого захопили брати. також стає регентом при малолітньому Генріху XVI, герцогу Баварії-Ландсгут.
Будучи незадоволеним підсумками розділу, 1394 року Стефан III напав на Баварсько-Мюнхенське герцогство, розпочавши так звану Першу війну Баварського Дому. У 1395 році змусив Іоганна II визнати його своїм співправителем. Коли в 1397 році Іоганн II помер, Стефан III спробував затвердити свій пріоритет перед синами Іоганна II, що призвело до конфлікту Стефана III з небожами Ернстом і Вільгельмом.
У 1399 році Стефан III разом із сином Людвігом виступив проти імператора Вацлава. Водночас став домовлятися з Рупрехтом Віттельсбахом, курфюрстом Пфальцьким, що також мав намір посісти трон. 1400 року брав участь у нараді в Франкфурті-на-Майні, де було вирішено про обрання нового короля Німеччини.
1401 року в Кельні відбулося його весілля з донькою герцога Клеве. У 1402 році Стефан III під тиском війська герцога Ернсту вимушений був відмовитися від прав на Баварсько-Мюнхенське герцогство. У 1403 році Стефан III в помсту підтримав повстання городян Мюнхена, але воно зазнало поразки.
1410 року Стефан III спробував відвоювати Тіроль, який його батько був змушений поступитися Габсбургам. Він сподівався на підтримку знаті на чолі із Генріхом фон Роттенбургом, що був ворогом Фрідріха IV, герцога Австрії. Втім баварці зазнали невдачі, оскільки герцог Австрії пішов на значні поступки тірольському ландтагу, який перейшов на бік Фрідріха IV.
Помер у 1413 році в монастирі Нидершененфельд. Йому спадкував син Людвіг VII.

## Родина
1 Дружина — Тадея, донька Бернабо Вісконті, володаря Мілану
Діти:
- Людвіг (1368—1447), герцог Баварсько-Інгольштадтський у 1413—1447 роках
- Ізабела (1370—1435), дружина Карла VI, короля Франції

2 Дружина — Єлизавета,дочка Адольфа III, герцога Клевського
дітей не було
Бастард:
- Іоганн (д/н—1409), єпископ Регенсбургу у 1384—1409 роках